# Lista de recursos removidos do Windows 8
O Windows 8 é o sucessor do Windows 7 na linha Windows de sistemas operacionais da Microsoft. Vários recursos que estavam presentes no Windows 7 não estão mais presentes no Windows 8.

## Shell
- O Botão Iniciar foi removido, embora seja acessível como um hotspot no canto inferior esquerdo da tela, e no menu de charmes.[1] No entanto é possível colocar o menu iniciar original do Windows 7 no Windows 8.0 através do programa Ex7forW8[2].
- O Menu Iniciar foi removido em favor de uma interface de tela cheia chamada Tela Iniciar.[3]
- O tema Aero Glass que foi destaque no Windows Vista e Windows 7 foi removido do Windows 8 em favor de um tema Metro UI.[4]
- Os Gadgets da Área de Trabalho que foram caracterizados no Windows Vista e Windows 7 foram removidos do Windows 8.[5]

## File Explorer
- A barra de comandos não está mais presente, e foi substituída por uma nova Ribbon UI.[6]
- O Windows Explorer foi renomeado para File Explorer.[7]

## Recursos de mídia
- O Windows Media Center não será mais incluído em nenhuma versão do Windows, mas estará disponível como um complemento.[8]
- O Windows Media Player não fornecerá mais a funcionalidade de reprodução de DVD, embora DVDs ainda sejam tocados no Windows Media Center se for adquirido separadamente.[8]

## Outros
- Versões anteriores foram substituídas por um recurso pouco semelhante chamado Histórico de Arquivos.[9]
- A tela azul da morte não mostra mais informações técnicas sobre o erro que fez o computador parar.[10]
- Windows CardSpace foi removido em favor de um novo recurso U-Prove.[11]
- O recurso dos Controles dos Pais presente nas versões anteriores do Windows foi removido e substituído pelo recurso Segurança Familiar.[12]